# Турецьке космічне агентство
Турецьке космічне агентство (тур. Türkiye Uzay Ajansı, TUA) — державний орган національних аерокосмічних досліджень в Туреччині. Він був офіційно заснований Указом президента від 13 грудня 2018 р.
Штаб-квартира розташована в Анкарі,  агентство підпорядковане Міністерству науки і технологій. Із створенням TUA  був скасований Департамент авіаційних та космічних технологій Міністерства транспорту та інфраструктури. TUA створює стратегічні плани, які включають середньо- та довгострокові цілі, основні принципи та підходи, пріоритети, показники ефективності, методи, якими слід керуватися, та розподіл ресурсів для аерокосмічної науки та технологій. 
TUA працює у тісній співпраці з Науково-дослідним інститутом космічних технологій TÜBİTAK (TÜBİTAK UZAY). Управління ним здійснюється виконавчим комітетом із семи членів. Мандат членів правління, за винятком голови, становить три роки.  

## Національна космічна програма
Попередні десять цілей:
1. У 2023 році (до відзначення сторіччя Республіки) Туреччина здійснить посадку на Місяць.
2. Буде створена нова компанія для виробництва супутників.
3. Працювати та досягнути регіональної переваги.
4. У країні буде створений космодром[5][6].
5. Компетентність у космосі буде підвищена шляхом дослідження космічної погоди та метеорології.
6. Метеорити, планети та багато іншого у космосі будуть відстежуватися із Землі.
7. Космічна галузь проводитиме комплексні дослідження.
8. Буде створена зона розвитку космічних технологій.
9. Бакалаврська та аспірантська освіта зосередиться на космосі та авіації.
10. Турецький астронавт буде відправлений у космос[7].

## Обов'язки
Обов'язки агентства та сфери повноважень:
- Підготувати та реалізувати Національну космічну програму відповідно до політики, визначеної президентом Туреччини.
- Підготувати стратегічні плани, які включають середньо- та довгострокові цілі, основні принципи та підходи, пріоритети, критерії ефективності, методи їх досягнення та розподіл ресурсів для космічної та авіаційної науки та технологій.
- Розвиток конкурентоспроможної аерокосмічної та авіаційної промисловості, розширення використання космічних та авіаційних технологій відповідно до добробуту суспільства та національних інтересів, розвиток науково-технічної інфраструктури та людських ресурсів у галузі космічних та авіаційних технологій, збільшення спроможності та можливостей придбання об'єктів та технології, які забезпечать незалежний доступ до космосу, виконати необхідну роботу, щоб інші галузі національної промисловості могли скористатися досягненнями в галузі космічної та авіаційної науки та технологій.
- Приймати рішення про використання прав за національним суверенітетом щодо космічних кораблів та космічних систем в межах національного обсягу та в рамках Міжнародного союзу телекомунікацій (МСЕ).
- Визначити процедури та принципи щодо цих прав та виконати вимоги національних зобов’язань, пов’язаних з цими правами, підписати контракт на експлуатацію космічних наземних станцій, забезпечити координацію космічних та наземних станцій, координувати з національними та міжнародними організаціями захист прав та інтересів Туреччини в космосі.
- Ведення обліку об'єктів, випущених у космос відповідно до міжнародних конвенцій від імені Туреччини, проведення процедур реєстрації в ООН або уповноваження здійснювати процедури їх реєстрації.
- Проведення або координація операцій з людського або безпілотного доступу до космосу та дослідження космосу з комерційними, науковими та дослідницькими цілями.
- Проводити плани, проекти та дослідження з метою забезпечення проектування, виробництва, інтеграції та необхідних випробувань усіх видів продукції, технологій, систем, споруд, інструментів та обладнання, що стосуються космосу та авіації, включаючи супутники, ракети-носії та системи, літаки, тренажери, космічні платформи.
- Надавати та координувати необхідні дозволи та координацію для внутрішнього запуску, орбіти та повернення супутників та космічних кораблів, які будуть відправлені в космос державними установами та організаціями приватного сектору; для запису повідомлень щодо запуску, орбіти та повернення з-за кордону.
- Організовувати та контролювати всі види проектування, аналізу, виробництва, випробування, експлуатації та інтеграції в галузі космічних та повітряних апаратів та космічних наземних систем, а також санкціонувати та виконувати процеси, коли це необхідно.
- Забезпечити координацію з відповідними установами робіт, що проводяться для розвитку країни, забезпечення національної безпеки, охорони здоров'я населення та навколишнього середовища, визначення природних ресурсів та продуктивності сільського господарства, раннього виявлення стихійних лих та зменшення шкоди, заподіяної стихійними лихами, дотримуючись міжнародних угод та зобов'язань.
- Забезпечувати розвиток інтересу та цікавості до космосу та авіаційної науки, технологій в усій країні. З цією метою робити необхідні публікації для охоплення громадськості у сферах інтересів та діяльності Агентства, готувати та представляти вміст у всіх видах засобів комунікації, організовувати заходи та підтримувати діяльність з цією метою.
- З метою забезпечення національної безпеки та громадського порядку встановити стандарти даних, отриманих в результаті роботи, яка виконується в межах обов'язків Агентства, забезпечити їх обробку, зберігання та використання, коли це необхідно, та регулювати умови спільного використання.
- Визначити процедури та принципи щодо експорту критично важливих космічних та авіаційних технологій, що належать країні, за погодженням з відповідними установами та організаціями.
- Проведення досліджень з розробки експериментальних космічних та літальних апаратів, космічних та наземних систем, підсистем, обладнання та компонентів для дослідження космосу. Співпрацювати з університетами, іншими установами та організаціями, що займаються науковою діяльністю, або координувати виконання необхідних досліджень з метою проектування, розробки та забезпечення необхідних систем та інструментів.
- Без шкоди положенням іншого відповідного законодавства, беручи до уваги міжнародні стандарти щодо космічної та авіаційної науки, проводити дослідження з метою визначення національних стандартів за координацією з відповідними установами та організаціями.
- Підготувати програми науково-дослідних та дослідницьких робіт, підтримки високотехнологічного підприємництва з метою зменшення іноземної залежності в космосі та авіаційній науці, технологіях, підвищення міжнародної конкурентоспроможності, створення науково-технічної інфраструктури та розвитку всіх видів нових технологій.
- Підтримувати дослідження, пов’язані з астрономією та космічними науками, а також координувати дослідження, що проводяться на національному рівні, підтримувати дослідження з розвитку технологій систем спостереження та вимірювання, розвивати міжнародне співробітництво.
- Працювати над фінансами, правом, управлінням, діловим адмініструванням, маркетингом та подібними сферами, що підтримують розробку та розповсюдження програм, які стосуються космічної та авіаційної науки, технологій.
- Стежити за розвитком міжнародного космічного права та співпрацювати з подібними іноземними організаціями, проводити всі види досліджень, включаючи законодавство про космічне право.
- Бути членом регіональних або міжнародних організацій та організацій, пов’язаних з космічними та авіаційними технологіями, налагоджувати зв’язки з міжнародними організаціями та країнами з питань, що стосуються сфери їх функціонування, призначати персонал, який представлятиме нашу країну перед міжнародними організаціями.
- Виконання інших покладених на міністра обов’язків.

## Адміністратори
| № | Голова                 | Вступив на посаду  | Залишив кабінет     |
| - | ---------------------- | ------------------ | ------------------- |
| 1 | Сердар Хюсейїн Їлдирим | 6 серпня 2019 року | Ще працює на посаді |